# Juanito
Juanito, polgári nevén Juan Gómez González (Fuengirola, 1954. november 10. – Calzada de Oropesa, 1992. április 2.) válogatott spanyol labdarúgó, csatár, edző.
Gyerekkorában a Real Zaragoza szurkolója volt, de sosem játszott a csapatban. Felnőttként nagyon kötődött klubjához, a Real Madridhoz. Előbb a Burgos csapatában játszott, majd 10 éven át a Real Madridnál. A spanyol élvonalban 13 szezont játszott végig, 350 mérkőzésen 99 gólt szerzett.
A spanyol válogatottban 34 meccset játszott, 8 gólt lőtt, szerepelt két világbajnokságon és egy Európa-bajnokságon is.
Később a CP Mérida edzője lett.
Közlekedési balesetben hunyt el 37 évesen.

## Sikerei, díjai
Real Madrid CF
- Spanyol bajnokság (La Liga)
  - bajnok (5): 1977–78, 1978–79, 1979–80, 1985–86, 1986–87
  - gólkirály: 1983–84 (17 gól, holtversenyben Jorge da Silvával)
- Spanyol kupa (Copa del Rey)
  - győztes (2): 1980, 1982
- Spanyol ligakupa (Copa de la Liga)
  - győztes: 1985
- Bajnokcsapatok Európa-kupája (BEK)
  - döntős: 1980–81
- Kupagyőztesek Európa-kupája (KEK)
  - döntős: 1982–83
- UEFA-kupa
  - győztes (2): 1984–85, 1985–86